# Ilha das Guianas
A Ilha das Guianas trata-se de uma região localizada na porção nordeste da América do Sul, formada por uma imensa área de terra cercada tanto por água do mar quanto por rios, sendo assim considerada por algumas fontes como a maior ilha fluviomarítima do mundo.

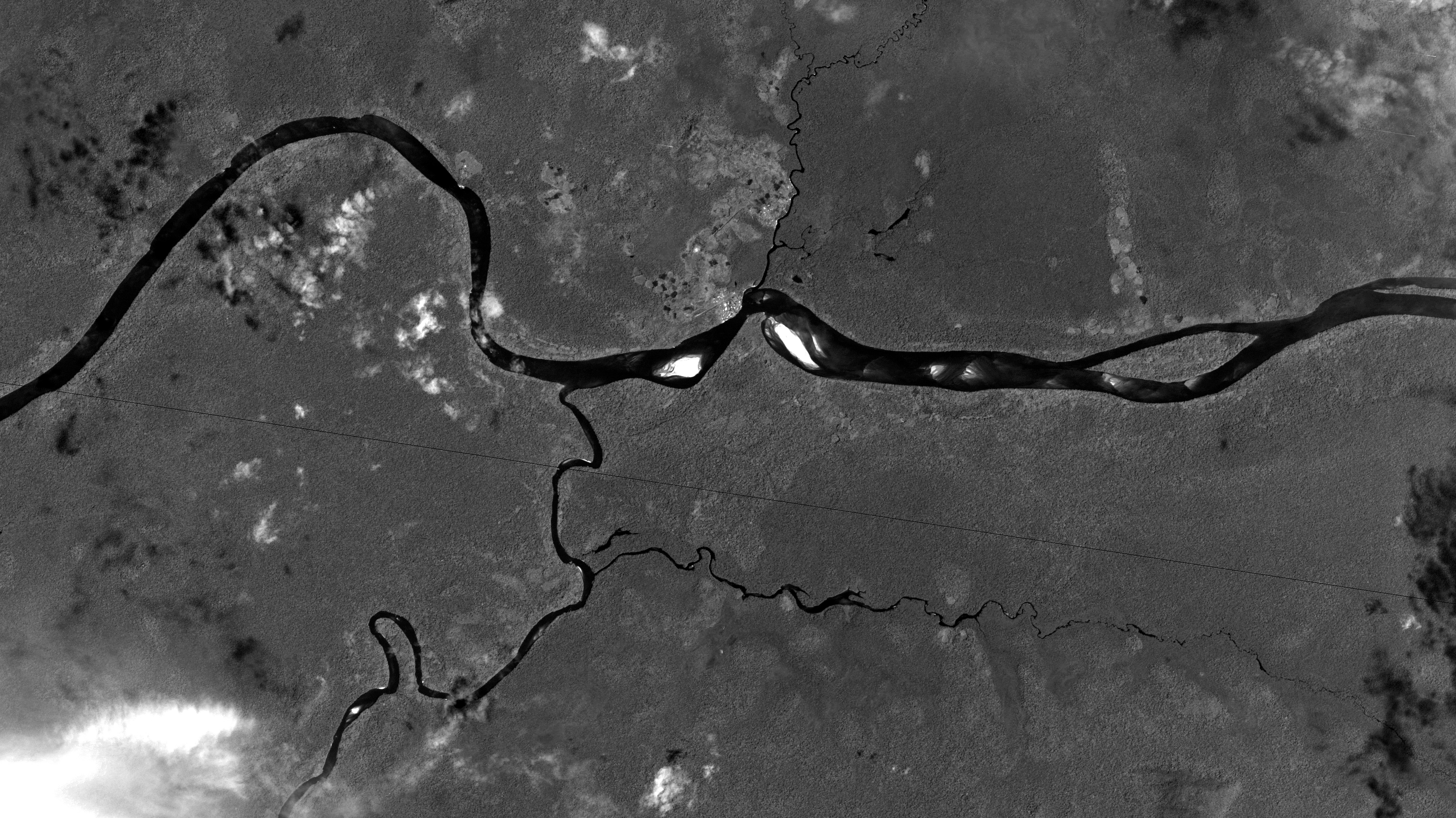
Imagem de satélite de parte da Ilha das Guianas entre os rios Orinoco e o canal de Cassiquiare, na Venezuela.

## Geografia
A Ilha das Guianas apresenta uma peculiar configuração geográfica.  Devido a uma captura fluvial, parte das águas do rio Orinoco, são capturadas pela bacia do rio Amazonas após uma bifurcação que dá origem a um distributário denominado Canal do Cassiquiare. Isto faz com que toda a porção territorial englobando os estados brasileiros do Amapá e Roraima, grande parte do estado do Amazonas, a porção da Venezuela localizada a leste do Orinoco e a totalidade do território das Guianas formem juntos uma gigantesca ilha fluviomarítima.

### Abrangência territorial
A Ilha das Guianas é delimitada ao Norte pelo Oceano Atlântico; à Oeste pelo rio Orinoco e pela margem esquerda do rio Amazonas; e ao Sul pelo rio Negro e pelo Canal de Cassiquiare.
Esta ilha de imensas proporções engloba partes de diversas territorialidades, incluindo: a totalidade dos territórios da Guiana, Suriname e  Guiana Francesa, além de porções consideráveis da região Norte do Brasil e a parte leste da Venezuela.

## Importância
Embora seja pouco abordada pelos livros didáticos de geografia, a Ilha das Guianas é uma região de grande importância do ponto de vista geográfico e sócio-ecônomico, por diversos motivos:

#### Biodiversidade:
A Ilha das Guianas abriga uma das maiores e mais diversas concentrações de vida animal e vegetal do planeta. Essa exuberância de biodiversidade é resultado de milhões de anos de evolução em um ambiente tropical úmido e com características geográficas únicas.
A maior parte da ilha está coberta pela Floresta Amazônica, o maior bioma do planeta. A floresta oferece uma variedade enorme de habitats, desde as copas das árvores até os rios e lagos, permitindo a existência de um número imenso de espécies. Adicionalmente, o clima predominantemente quente e úmido da região proporciona condições ideais para o desenvolvimento de uma rica flora e fauna.

#### Recursos naturais:
É rica em recursos naturais como minérios, madeira e água. 
Em relação às reservas minerais, destacam-se especialmente a presença de bauxita,  ouro, diamantes, manganês, ferro e níquel, decorrentes da rica história geológica da região, com diversas formações rochosas datadas das mais distintas eras geológicas.

#### Potencial econômico:
Embora ainda seja pouco trabalhada em relação à este aspecto, esta região apresenta grande potencial para o desenvolvimento econômico, especialmente nas áreas de agricultura, mineração e turismo.

#### Diversidade cultural:
É marcada pela diversidade cultural, com a presença de diversos povos indígenas e a influência de culturas europeias e africanas, trazendo à região uma combinação única de povos e culturas.